# Steve Cherundolo
Steven "Steve" Cherundolo est un joueur international américain de soccer né le 19 février 1979 à Rockford (Illinois). Il est l'entraîneur du Los Angeles FC en MLS.

## Biographie

### En club
Il rejoint le club de Hanovre, Hanovre 96, en janvier 1999 alors que le club est en deuxième division. Cherundolo porte alors le numéro 6. 
Sa première rencontre en Bundesliga date du 11 août 2002. Par suite de problèmes récurrents de santé, il annonce sa retraite sportive le 19 mars 2014.

### En sélection
Il est sélectionné 87 fois en équipe nationale américaine.
Cherundolo accompagne son équipe nationale pour la Coupe du monde 2002 au Japon et en Corée du Sud mais ne rentre pas sur le terrain pendant cette compétition.

### Reconversion
Après l'annonce de sa retraite, il est nommé entraîneur-adjoint dans son équipe de Hanovre 96 jusqu'au 20 avril 2015 où il est promu à ce titre en équipe première à la suite d'un changement d'entraîneur-chef.
Le 12 mars 2021, il s'engage aux Lights de Las Vegas en USL Championship et connait ainsi sa première expérience à la tête d'une équipe professionnelle. Malgré une saison difficile avec un effectif très jeune et largement composé de joueurs envoyés par le club partenaire du Los Angeles FC, il passe une nouvelle étape en étant nommé entraîneur de cette dernière équipe évoluant en Major League Soccer le 3 janvier 2022. Et au terme d'une première saison aboutie, son équipe remporte le Supporters' Shield 2022 avant de s'adjuger la première Coupe MLS de l'histoire de la franchise en 2022

## Palmarès

### En tant que joueur

#### En club
Hanovre 96
- Vainqueur de la 2.Bundesliga en 2002.

#### En sélection
États-Unis
- Vainqueur de la Gold Cup en 2005.

### En tant qu'entraîneur
Los Angeles FC
- Vainqueur de la Coupe MLS en 2022.
- Vainqueur du Supporters' Shield en 2022.